# Saudade (álbum de João Mineiro & Marciano)
Saudade é o décimo quarto álbum de estúdio da dupla brasileira de música sertaneja João Mineiro & Marciano e o último pela gravadora Copacabana, lançado em 1990. O álbum, que traz regravações de grandes sucessos dos anos 60 e 70, inclui a música "Esta Noite Como Lembrança", gravada pela própria dupla em 1980.

## Recisão de contrato e boatos sobre o álbum
Este foi o último álbum que João Mineiro & Marciano lançaram pela Copacabana, em 1990. No mesmo ano, eles se transferiram para a Polygram e gravaram um álbum pela mesma (assim como Chitãozinho & Xororó no ano anterior).
Boatos contam que, por estratégia de marketing, o álbum Saudade foi lançado na mesma semana de Tarde Demais Para Esquecer, o primeiro álbum da dupla pela Polygram.
Outro boato discorre da canção "Esta Noite Como Lembrança". Muitos sites disponibilizam o álbum Saudade com a versão original da música, lançada em 1980. Porém, a verdade é que tal canção foi regravada especialmente para o álbum. Esta versão da música fora incluída em Encontros, álbum solo de Marciano lançado pela EMI (à época detentora dos direitos da Copacabana), em 1998.

## Faixas
| N.º | Título                                    | Compositor(es)                   | Duração |  |
| 1.  | "Se Eu Pudesse Conversar Com Deus"        | Nelson Ned                       | 3:28    |  |
| 2.  | "A Pretendida"                            | Pepe Ávila                       | 3:08    |  |
| 3.  | "Milagre da Flecha"                       | Moacyr Franco / Marcos Silvestre | 4:00    |  |
| 4.  | "Cilada"                                  | D'Carlo / José Giacomelli        | 3:18    |  |
| 5.  | "Amor Tem Que Ser Amor"                   | Manoel Nenzinho Pinto            | 3:51    |  |
| 6.  | "Tudo Passará"                            | Nelson Ned                       | 3:24    |  |
| 7.  | "Eu Daria Minha Vida"                     | Martinha                         | 3:45    |  |
| 8.  | "Como é Que Eu Posso Ser Feliz Sem Você?" | Cláudio Fontana                  | 3:39    |  |
| 9.  | "Romaria"                                 | Renato Teixeira                  | 3:55    |  |
| 10. | "Esta Noite Como Lembrança"               | Darci Rossi / Marciano           | 3:07    |  |
| 11. | "Esse Meu Coração Sem Juízo"              | Nelson Ned                       | 3:41    |  |
| 12. | "Impossível Acreditar Que Perdi Você"     | Márcio Greyck / Cobel            | 3:23    |  |